# アッダ川
アッダ川（アッダがわ、イタリア語: Adda）は、イタリア北部のロンバルディア州を流れる、ポー川水系の川。アルプス山脈に源を発し、コモ湖を経て、クレモナの西でポー川に合流する。全長は313km。
河畔には（上流より）ボルミオ、ソンドリオ、レッコ、ローディなどの町がある。

## 名称
イタリア語以外の言語では以下のように呼ばれる（歴史上の名称も含める）。
- ラテン語: Abdua あるいは Addua
- ロンバルド語: Ada

```
あるいは 
Adda
```

## 地理

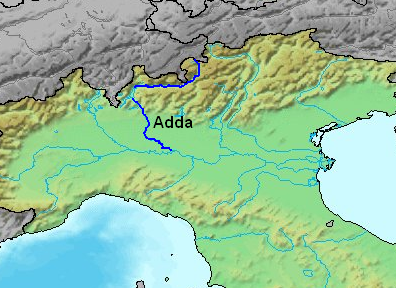
アッダ川の流路

### 水源からコモ湖まで
アッダ川は、ロンバルディア州北部のラエティア・アルプス山脈（伊: Alpi Retiche）に源を発する川である。アッダ川の集水域の最高峰は、ソンドリオ北方にあるロンバルディア州最高峰のラ・スペドラ山 (La Spedla) （4020m）。
アッダ川の水源は、ソンドリオ県北東部のヴァル・アルピセッラ (Val Alpisella。ヴァルディデントロ村域内) にある。川はアルピセッラ峠東麓の水源から南西へと流れ、複数の小さな流れを集める。アッダ川最上流部の谷はヴァッレ・ディ・フラエーレ (Valle di Fraele、別名: ヴァッレ・ディ・カンカーノ Valle di Cancano) とも呼ばれている。アッダ川最上流部の水は、ヴァッレ・ディ・フラエーレに作られた人工湖カンカーノ湖 (it:Laghi di Cancano) にいったん貯えられる。カンカーノ湖は、カンカーノ・ダムによって作られたサン・ジャコモ湖 (it:Lago di San Giacomo) と、その下流に後から作られた第二カンカーノ・ダムによって作られた第二カンカーノ湖 (it:Lago di Cancano II) という、2つのダム湖が連なったものである。
ボルミオ付近でフロドルフォ川 (it:Frodolfo) など他の谷筋からの河川を集め、水量を増やしたアッダ川は、南に流路を転じる。川の流れはやがて南西方向から西方向へと変化していく。アッダ川上流域のヴァルテッリーナと総称される谷筋の河畔には、ティラーノやソンドリオなどの町が作られている。ティラーノではポスキアヴィーノ川が右岸から、ソンドリオではやはり右岸からマッレロ川 (it:Mallero) が合流する。北イタリアにおいて「東から西へ流れる」大きな川は、アッダ川上流部が唯一である。川はレッコ県域に入り、コーリコの北でコモ湖（レッコ湖）に注ぐ。コモ湖の北端部に注ぐアッダ川の一部を含む氾濫原は付近のメッツォーラ湖と共にピアン・ディ・スパーニャおよびメッツォーラ湖自然保護区をなし、ラムサール条約登録湿地となっている。

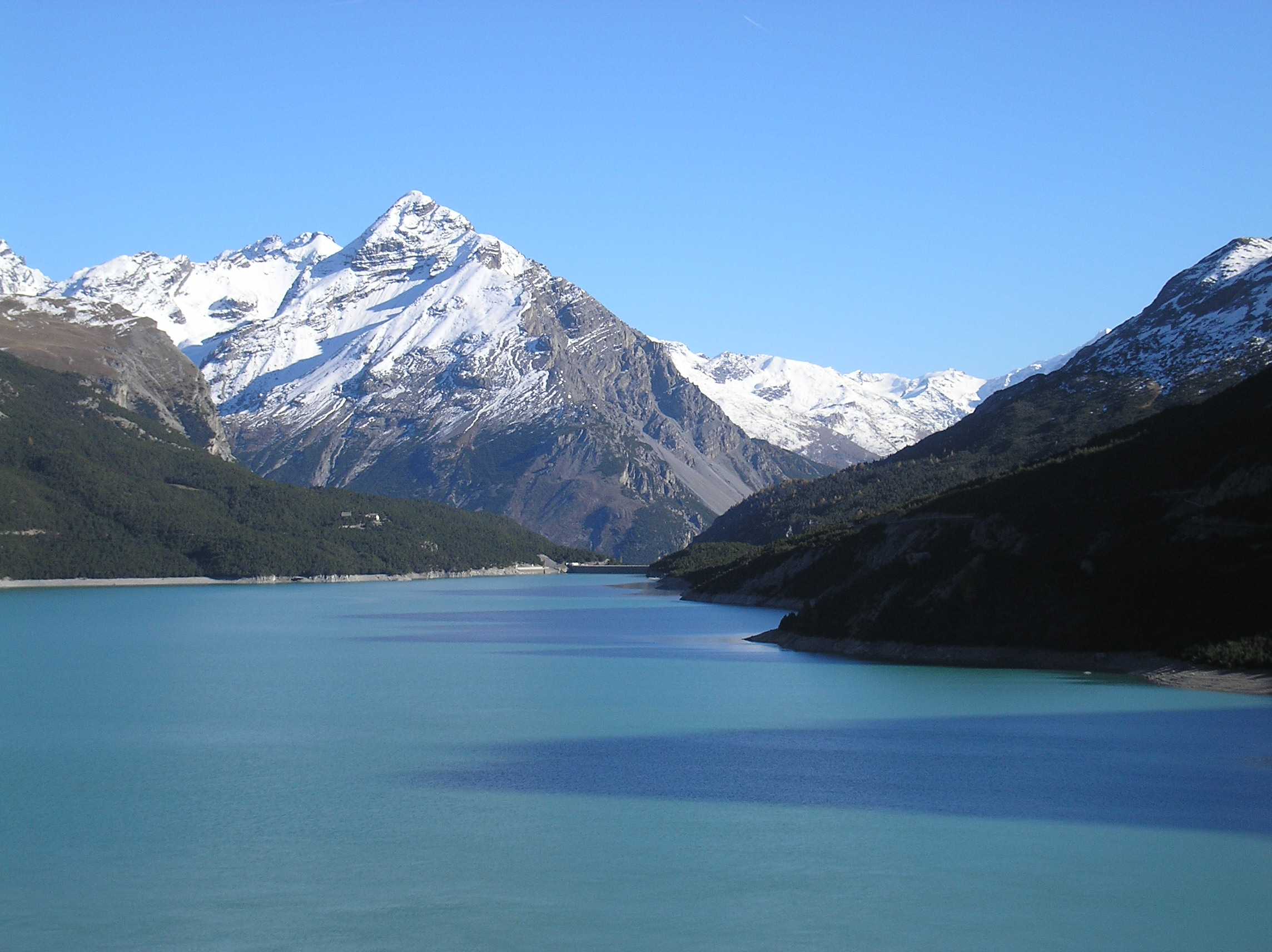
カンカーノ湖の10月
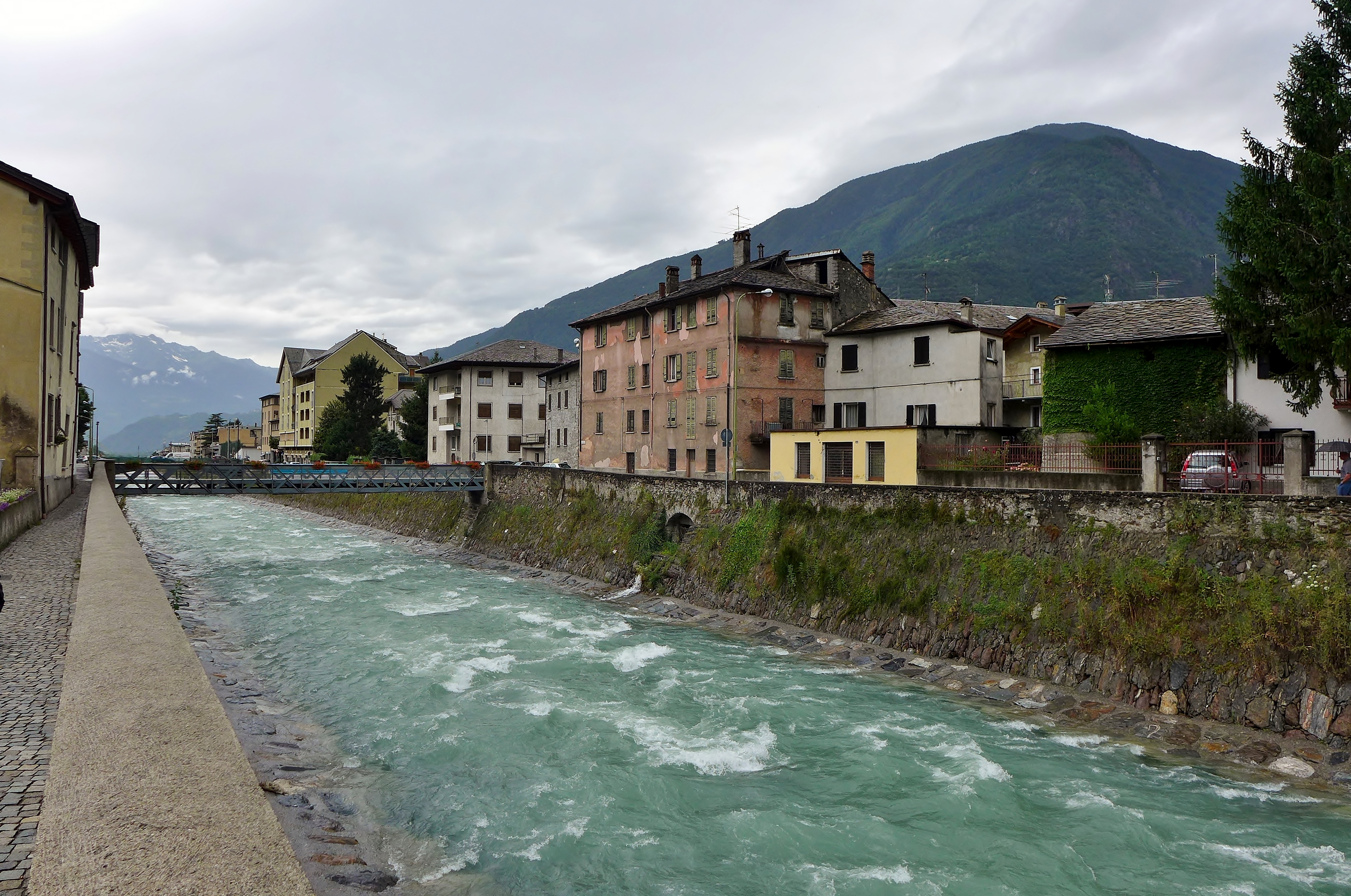
ティラーノのアッダ川
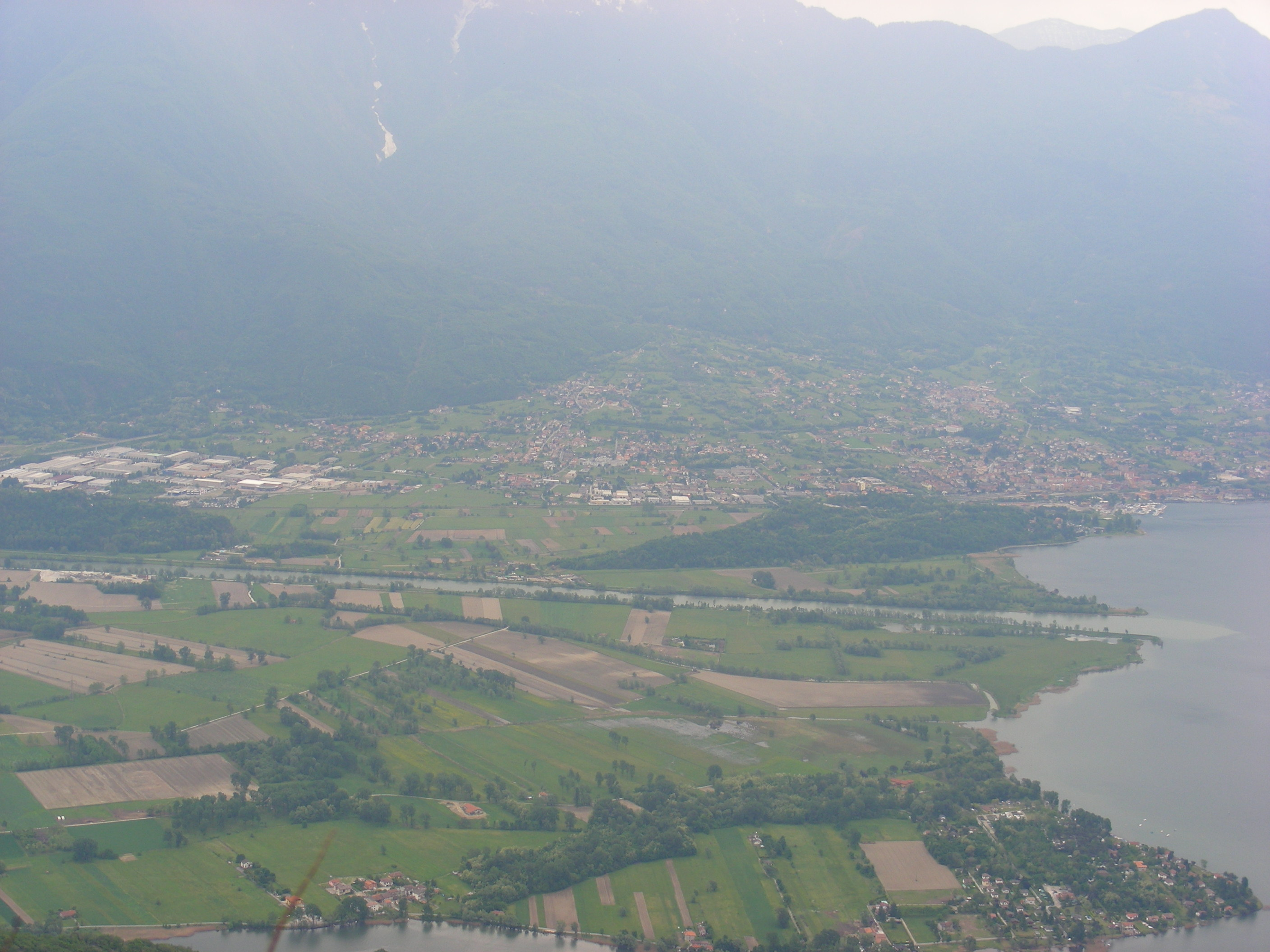
コモ湖に流入するアッダ川（北側から）

### コモ湖
コモ湖はイタリアで3番目に広い湖で、「人」の字状の形状を持つ。アッダ川は湖の北端近くに東から流入し、湖の水の多くを供給する。コモ湖に流入する主要な川としては他に、湖の北端にヴァルキアヴェンナから注ぐメーラ川などが挙げられる。
コモ湖の湖水は、南東端のレッコ (レッコ県)から流出し、再びアッダ川の名で呼ばれる。

### コモ湖からポー川まで

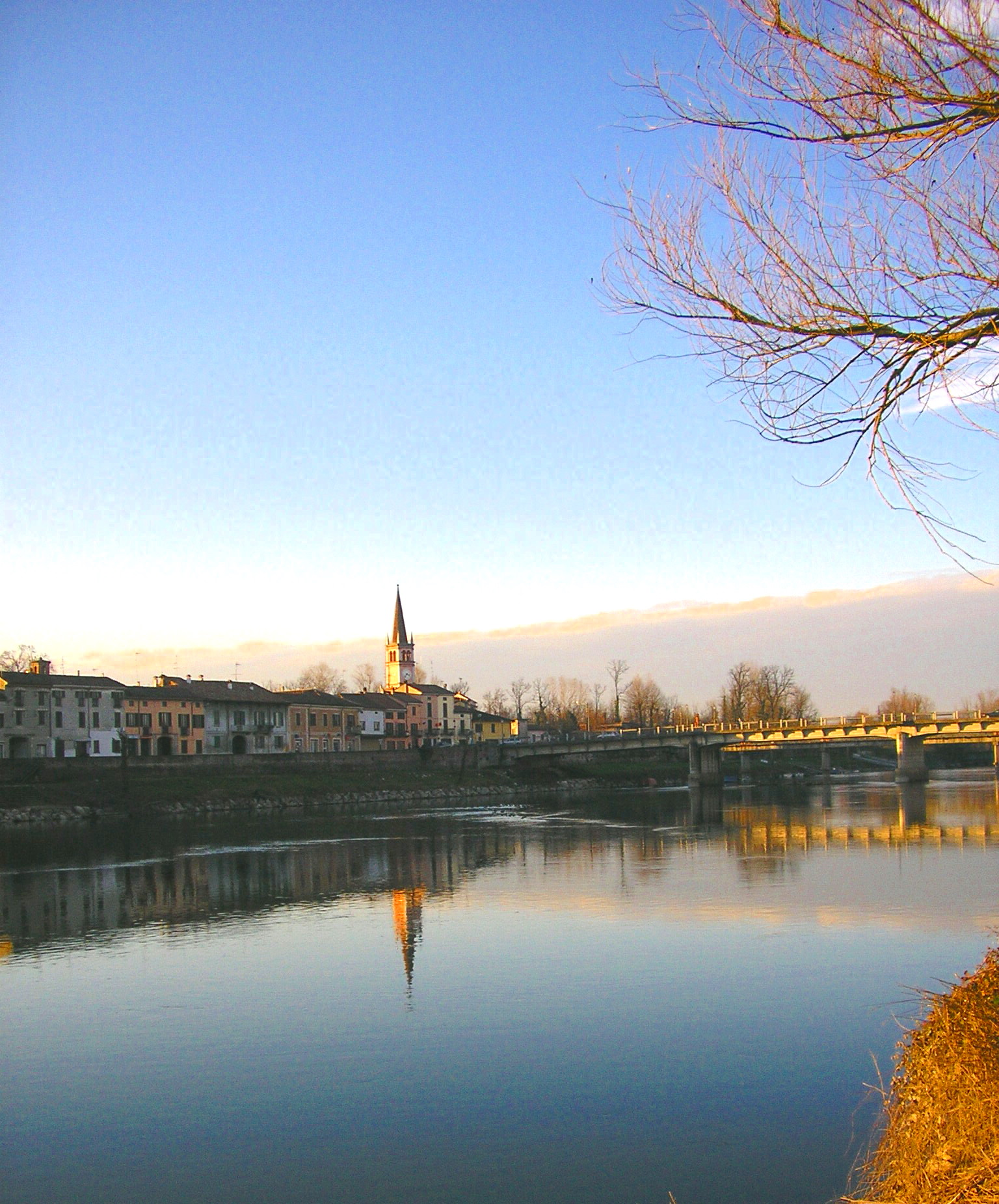
アッダ川下流の町、ピッツィゲットーネ

コモ湖から下流のアッダ川は、ロンバルディア平野を横切って流れる。アッダ川下流の流路は、右岸ミラノ県・ローディ県、左岸ベルガモ県・クレモナ県（いずれもロンバルディア州）の、おおむねの境界となっている。
レッコ市の南でガルラーテ湖 (it:Lago di Garlate) 、オルジナーテ湖 (it:Lago di Olginate) といった湖を形成し、アッダ川は南に流れ下る。
やがてアッダ川の右岸には、トレッツォ・スッラッダ（ミラノ県）の町が現れる。1377年、この場所にベルナボ・ヴィスコンティによって建設されたトレッツォ・スッラッダ橋 (Trezzo sull'Adda Bridge) は、72 m の径間（スパン）でアッダ川を跨ぐ橋であった。この橋は1416年に破壊されたが、径間長世界一の記録を1796年まで400年あまりにわたって保持していた。トレッツォ・スッラッダの南のクレスピ・ダッダ（ベルガモ県）では、左岸からブレンボ川が流入する。カッサーノ・ダッダ（ミラノ県）を経て、ローディ付近で流路を南東方向に変えて蛇行を繰り返す。モントーディネ（クレモナ県）南方では、左岸からセーリオ川が流入する。
コモ湖から240kmを流れたアッダ川は、クレモナから約13km上流の地点（ローディ県クロッタ・ダッダとクレモナ県カステルヌオーヴォ・ボッカ・ダッダの間）で、ポー川に合流する。

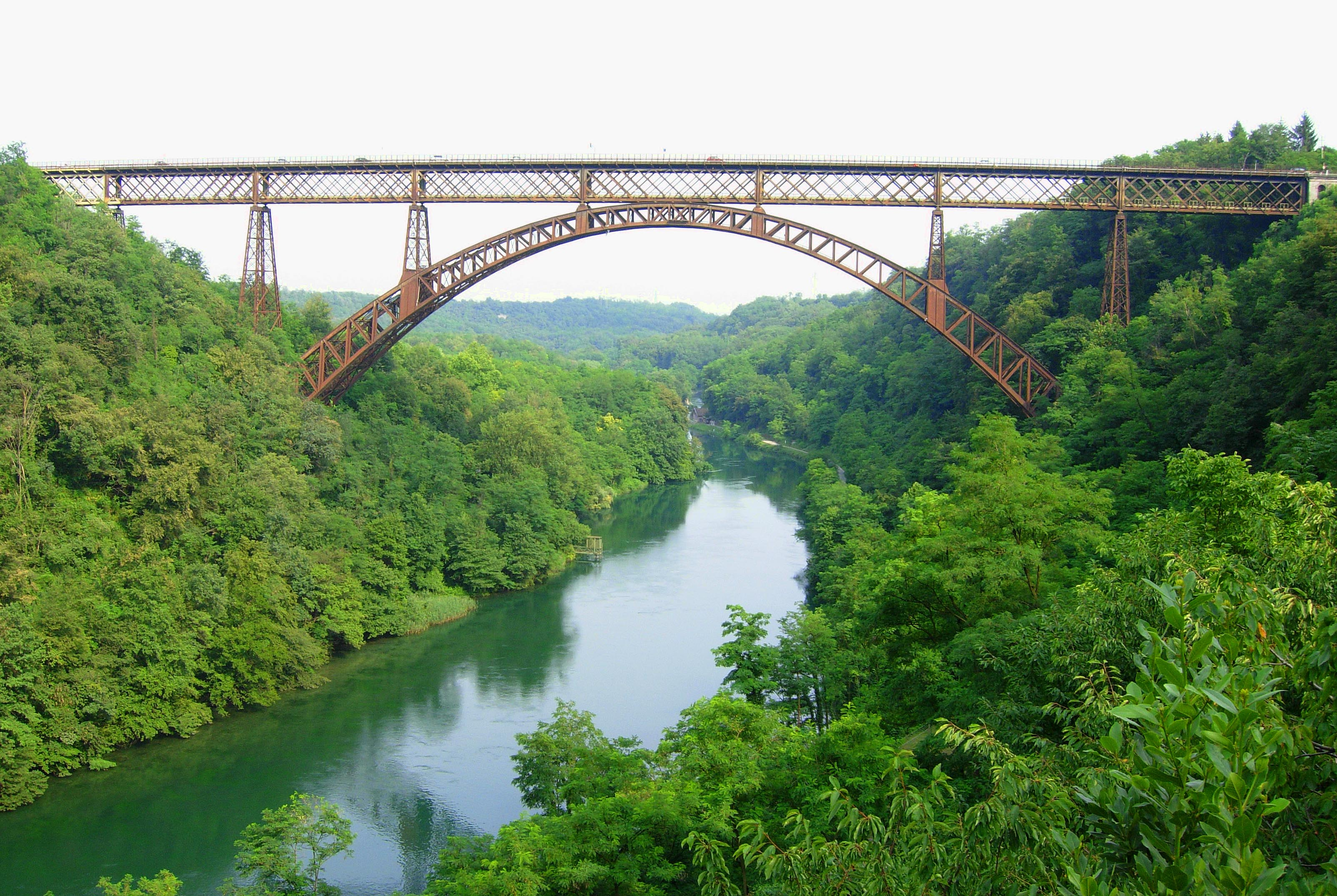
パデルノ・ダッダに架かる鉄道橋・サンミケーレ橋
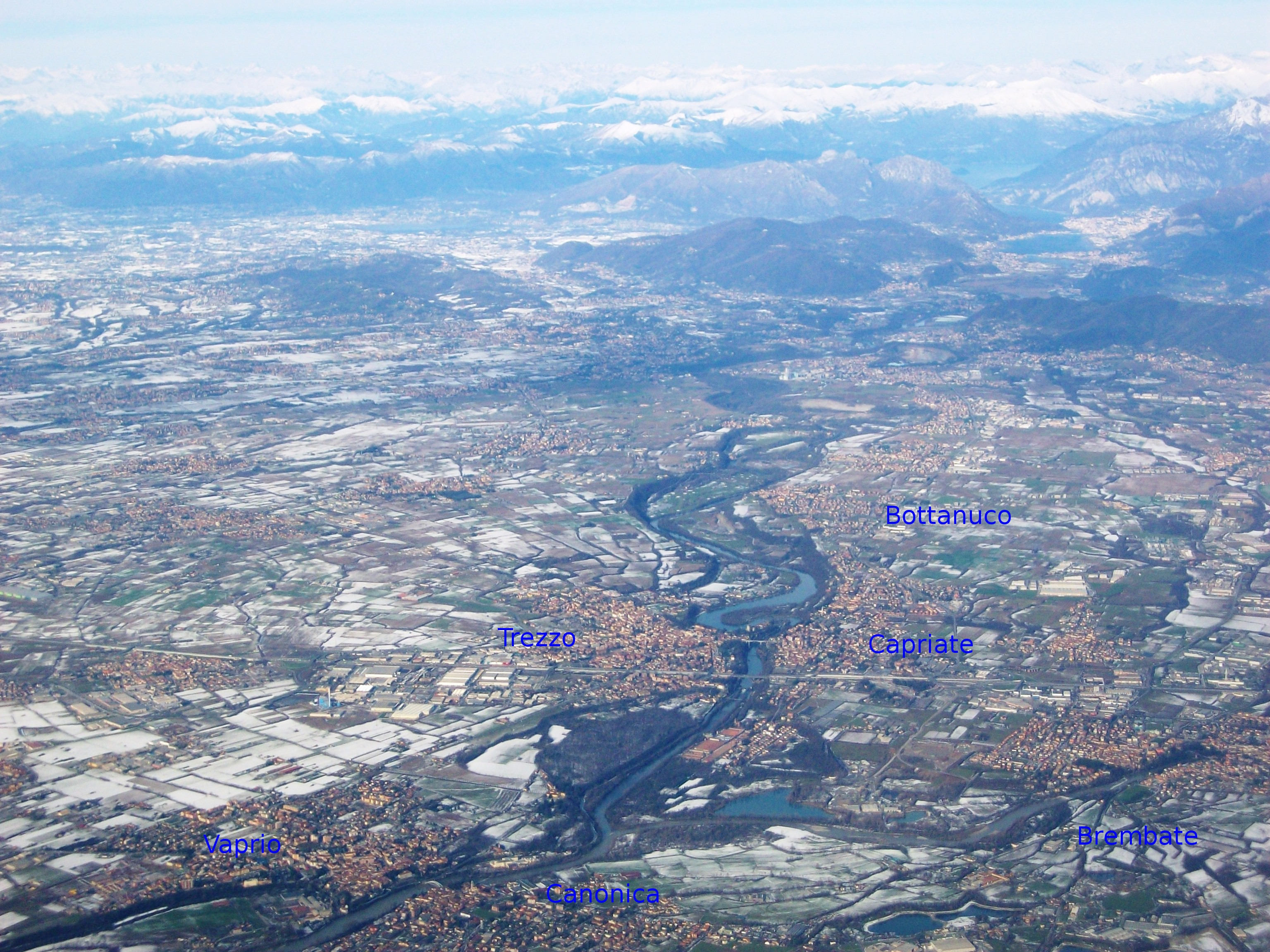
ブレンボ川との合流点付近からコモ湖方向を望む空撮
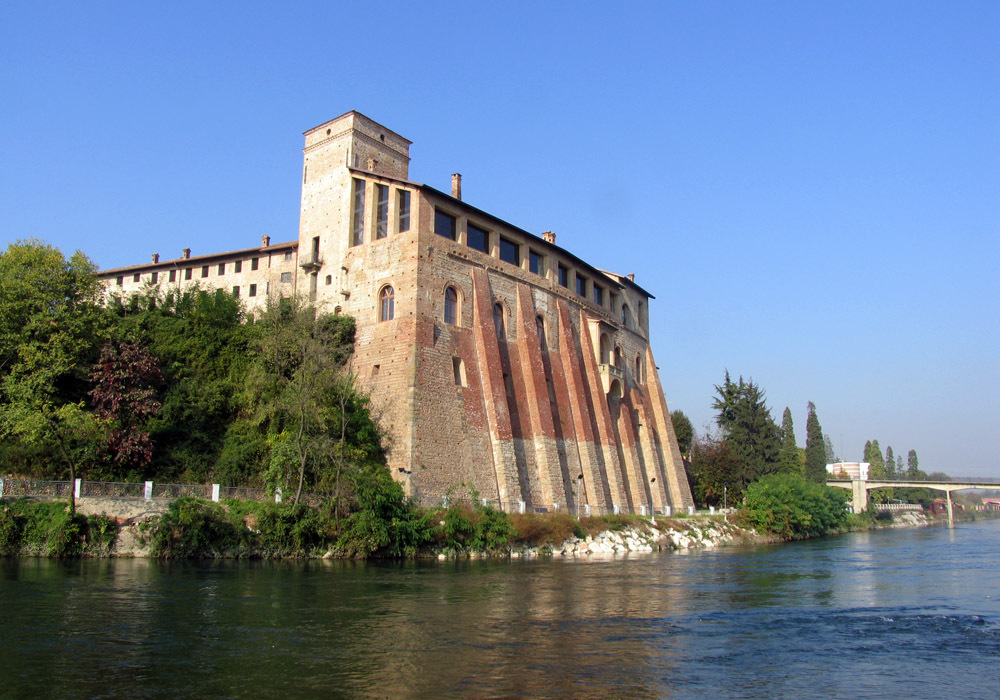
アッダ川に面したカッサーノ城
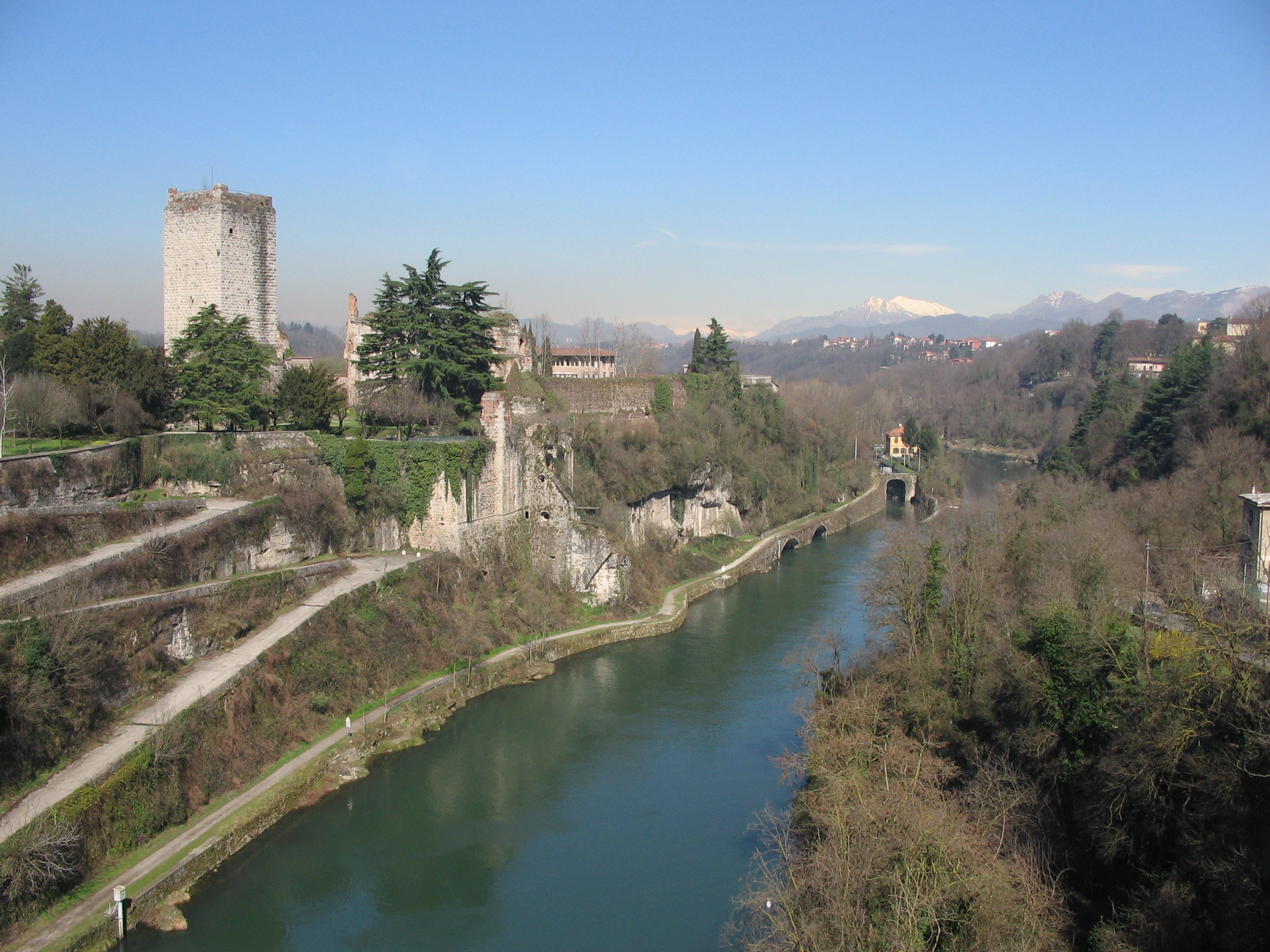
トレッツォ・スッラッダ橋跡
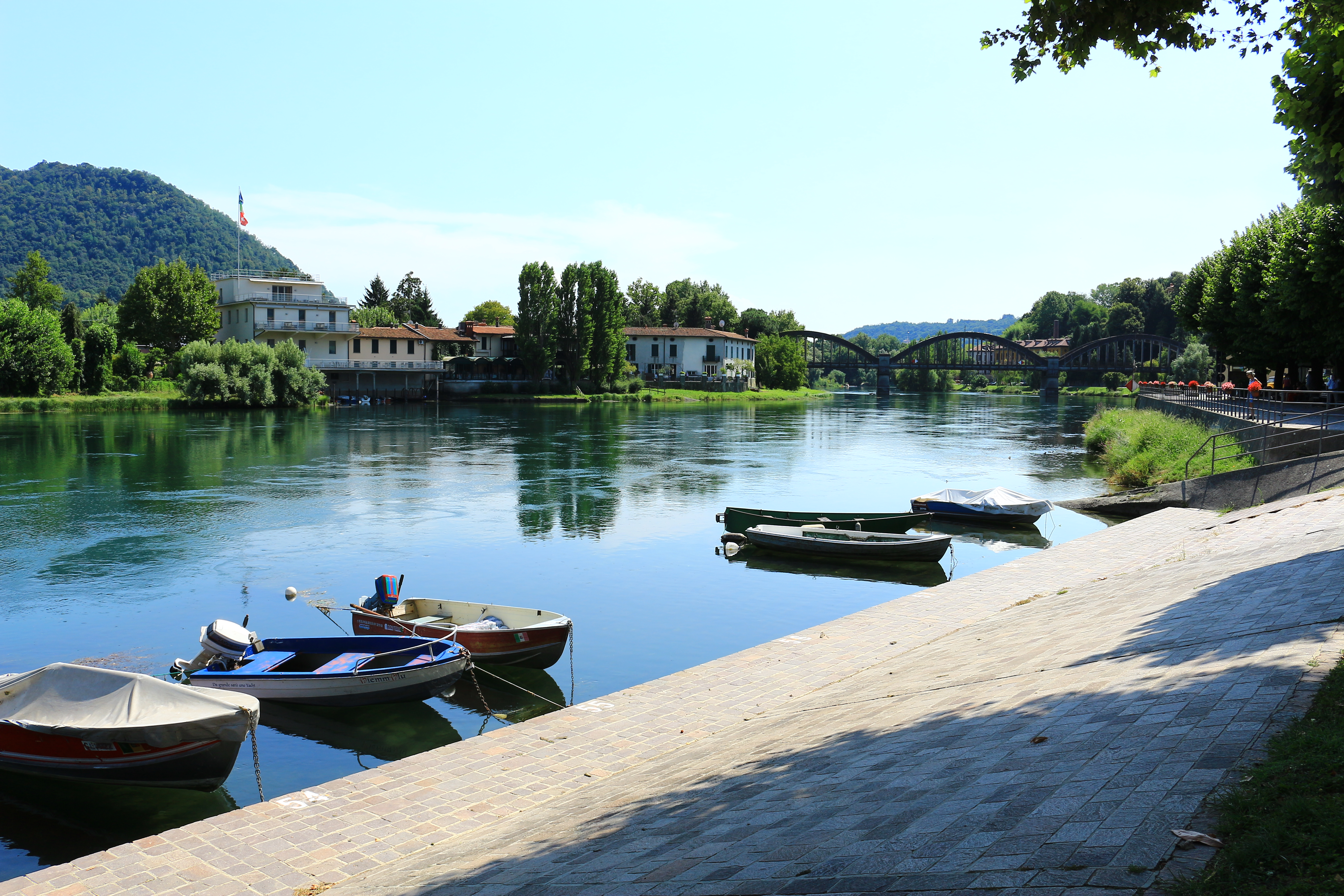
ブリーヴィオのアッダ川

## 歴史
1454年に結ばれたローディの和以来、アッダ川下流の流路は、ミラノ公国とヴェネツィア共和国の国境であった。川の周辺ではたびたび大きな戦いも発生している。著名なものとしては、フランス共和国の将軍ナポレオン・ボナパルトがオーストリアを破ったロディの戦い（1796年）が挙げられる。ミラノとブレシアを結ぶ地点にあるカッサーノ・ダッダでは、橋やその周辺でたびたび戦闘が繰り返されてきた (Battle of Cassano d'Adda) 。
クレスピ・ダッダは、産業革命の時代（19世紀後半）に紡績工場経営者が理想的な企業都市として建設した町で、世界遺産に登録されている。